# Teodor Bałłaban
Teodor Karol Bałłaban (ur. 1 kwietnia 1866 we Lwowie, zm. 16 sierpnia 1946 w Proszowicach) – polski doktor medycyny, okulista, tytularny generał brygady Wojska Polskiego.

## Życiorys
Syn Karola i Anny z Pachów. W 1884 ukończył C. K. IV Gimnazjum we Lwowie, następnie w 1890 studia na Wydziale Lekarskim Uniwersytetu w Grazu. 11 października 1890 poślubił Augustę Ehrbar. Miał dzieci: synów Karola (ur. 1891), kapitan lekarz WP został zamordowany w Katyniu, Gustawa (oficer WP), Mariana, Adama i córkę Annę. 
W 1902 mieszkał we Lwowie przy ul. Zimorowicza 3. W latach 1908–1910 na zamówienie dr. Teodora Bałłabana we Lwowie na rogu ul. Halickiej 21 i Wałowej 7 powstała kamienica według projektu Alfreda Zachariewicza i Józefa Sosnowskiego przy współpracy rzeźbiarza Zygmunta Kurczyńskiego. Była ona własnością generała do 1931. W latach 1908–1937 był prezesem oddziału konnego Sokoła we Lwowie, był też m.in. członkiem komitetu budowy boiska i ujeżdżalni Sokoła przy ul. Łyczakowskiej. Otrzymał godność członka honorowego „Sokoła”. W lipcu 1934 na letnisku w Klęczanach w wyniku powodzi zginęło 10 osób z rodziny generała.
Do austriackiego wojska wstąpił 1 października 1887 jako elew. Służbę rozpoczął w Szpitalu Garnizonowym nr 7 w Grazu. W 1914 pracował w Szpitalu Garnizonowym nr 14 we Lwowie, następnie został szefem Szpitala Rezerwowego nr 3 w Pradze i Szpitala Garnizonowego nr 3 we Lwowie.
W Wojsku Polskim służył od 1 grudnia 1918 w Szpitalu Okręgowym we Lwowie. W 1919 awansowany na stopień majora, w 1920 na pułkownika. 12 sierpnia 1923 przeniesiony w stan spoczynku w stopniu tytularnego generała brygady. Po przejściu w stan spoczynku prowadził gabinet okulistyczny. Był autorem licznych prac naukowych, ogłaszanych w pismach krajowych i zagranicznych. 
Był założycielem Towarzystwa Kredytowego Miejskiego dla Małopolski. Był prezesem honorowym lwowskiego Towarzystwa Właścicieli Realności, członkiem honorowym Towarzystwa Bratniej Pomocy UJK. Przez pewien czas pełnił mandat radnego Rady Miasta Lwowa (wybrany w 1934). 
W czasie okupacji sowieckiej Lwowa w 1939 aresztowany i osadzony w więzieniu na Brygidkach. Przebywał w celi więziennej m.in. z gen. Władysławem Andersem. Zwolniony z więzienia w 1941 (miały na to wpływ m.in. petycje i wstawiennictwa ludzi ubogich, których jako okulista leczył za darmo). Przez pewien czas ukrywał się, po śmierci żony wyjechał ze Lwowa. Osiadł w Proszowicach, udzielał pomocy lekarskiej żołnierzom Armii Krajowej.
Zmarł 16 sierpnia 1946 w Proszowicach i tam został pochowany. Pogrzeb odbył się z udziałem wojskowej asysty honorowej.

## Ordery i odznaczenia
- Krzyż Komandorski Orderu Odrodzenia Polski (1939)[7][5][8]
- Medal Niepodległości (23 grudnia 1933)[9]
- Medal Pamiątkowy za Wojnę 1918–1921[8]
- Medal Dziesięciolecia Odzyskanej Niepodległości[8]
- Krzyż Obrony Lwowa[2]
- Odznaka pamiątkowa „Orlęta”[2]
- siedem odznaczeń zagranicznych (do 1939)[2]